# The Star Sisters
A The Star Sisters egy holland női poptrió volt az 1980-as években. Első két albumuk során az 1940-es évek szving stílusát ültették át a diszkó korszakba, igen sikeresen.

## A trió története
Az 1980-as évek elején nagy divatja volt a régi zenei stílusok újjáélesztésének és az egyes előadók dalaiból, vagy egyes zenei stílusokból készített mixeknek, egyvelegeknek. Ennek a műfajnak népszerű kiadója volt a Stars on 45.
Patricia Paay és fiatalabb testvére, Yvonne Keely a hatvanas évek vége, ill. a hetvenes évek közepe óta népszerű énekesek voltak Hollandiában. 1983-ban ők és édesanyjuk egy egyszeri tévéfellépésen, az 1940-es évek stílusában egy Andrews Sisters egyveleget énekeltek. Miután váratlanul nagy sikert arattak, édesanyjuk helyett Sylvana van Veen közreműködésével, a szving-korszak énektrióihoz hasonló szving-revival együttest alakítottak.
Külsőségekben is hűen utánozták a negyvenes évek háborús Amerikájának hangulatát, női katona- ill. tengerészegyenruhában léptek fel. Felvételeikben vegyítették az autentikus szving zenét, a jellegzetes régi gramofonlemez-hangzást és az akkori  legmodernebb diszkó stílust.
Az azokban az években igen népszerű Stars on 45 sorozaton belül adták ki első albumukat, Tonight, 20.00 Hrs címmel, mely egy korabéli, amerikai katonáknak adott koncert kezdetének időpontjára utal. Az albumon a szving korszak stílusát hűen utánozva, big band kísérettel, az 1940-es évek népszerű számaiból készítettek egyveleget, többek között az Andrews Sisters és Glenn Miller számaiból. Az 1983-ban megjelent album meglepően sikeres volt, Hollandiában a második helyezésig jutott, 14 héten keresztül volt a slágerlistán.
1984-ben Hooray For Hollywood címmel jelent meg második nagylemezük, melyen híres hollywoodi filmek dalait énekelték, szintén korhű hangszereléssel. Az albumon Marilyn Monroe filmdalaiból készült egyveleg is hallható. Még abban az évben megjelent a két első album anyagából készített újabb egyveleg, a Hooray for Star Sisters, majd egy 1984-es japán Godzilla film betétdalát énekelték kislemezen (The Return of Godzilla). Ebben a két évben több kislemezük is megjelent, ezek az albumokon hallható egyvelegek rövidített és újramixelt változatai.
Az együttes a beskatulyázást elkerülendő meg akarta mutatni, hogy a modern popzene műfajában is képes újat alkotni. Sylvana van Veen helyére Ingrid Ferdinadusse került, majd megjelent saját számaikat tartalmazó europop stílusú albumuk, a Danger. Az album nem hozta a várt sikert. Ezután még néhány kislemezük jelent meg, köztük az Are You Ready For My Love és a He's The 1 (I Love), majd a trió 1987-ben feloszlott.
2007-ben megjelent első albumuk remix változata a The Star Sister Remix 2007, valamint egy látványos tévéfellépésük is volt.

## Albumok
- Stars On 45 Proudly Presents The Star Sisters - Tonight 20.00 Hrs - Stars on 45, CNR, Metronome, Carrere, Delta, Mercury Records, 1983
- Hooray For Hollywood  - Stars On 45, Carrere, Hör Zu, CNR Records, 1984
- Danger - CNR, Delta, Mercury, Carrere, Red Bullet Records, 1985
- Hooray For The Star Sisters (remix album) - Red Bullet, CNR Records, 1984

## Kislemezek
A kislemezek több kiadótól is megjelentek, egyes daloknak maxi single változata is készült.
- Stars On 45 Proudly Presents The Star Sisters - The Star Sisters, 1983
- Stars On 45 Presents The Star Sisters / Laid Back - The Star Sisters / Fly Away, 1983
- Hooray For Hollywood, 1984
- A Tribute To Marilyn Monroe, 1984
- Godzilla / Drivin' With My Baby (Tru' The Valley), 1984
- The Duke Of Dance / Dancing In The Street, 1985
- Danger, 1985
- He's The 1 (I Love), 1985
- New York City (Just Another Night In), 1986
- Are You Ready For My Love, 1986
- Bad Girls, 1986
- The Star Sister Remix, 2007

## Video
- https://www.youtube.com/watch?v=kJdFze9kDM8 az első klip
- https://www.youtube.com/watch?NR=1&v=APkOpf_Zu4Y&feature=endscreen&list=PLCB9EEFA403EF36F8 a 2007-es fellépés klipje